# Kasim Khan (Kassímov)
Kasim Khan fou un kan mongol fundador del Kanat de Kassímov.
Quan Ulugh Muhammad Khan fou assassinat pel seu fill Mahmutek, els seus altres dos fills Kasim i Yakub van fugir a Cherkask i d'allí al Gran Principat de Moscou (primavera del 1446). Van esdevenir lleials servidors del gran príncep i el van ajudar en la seva lluita contra Shemiaka. El 1449 apareixen a l'exèrcit del gran príncep contra Shemiaka però no hi va haver combats, ja que es va acordar la pau. El mateix any Sayyid Ahmad I de la Gran Horda va fer una incursió fins a Pokhra, i es va emportar a Maria l'esposa del príncep Basili Obolenski. Kasim quan se'n va assabentar va marxar amb la seva gent i va recuperar la presonera i el botí. A la primavera del 1450 els dos germans van prendre part a la lluita sagnant a Galítzia contra Shemiaka i a la tardor el gram príncep, que era a Kolomna, al saber que Malim Birdei Oghlan amb altres prínceps i un cos tàtar de l'estepa havia envaït el seu territori va enviar a Kasim contra ells junt amb tropes de Kolomna manades pel voivoda Constantí Alexandrovitx Bessutzof; van derrotar els invasors i els van expulsar cap a l'altre costat del riu Betius.
El 1452 el gran príncep va enviar el seu fill, junt amb el príncep Yakub i un exèrcit, contra Shemiaka; van fer una incursió que els va portar fins a Koksheng saquejant el territori i fent molts presoners arribant fins a la boca del riu Waga, retornant després a casa. Així entre 1446 i 1552 sempre apareixen un o l'altra o ambdós al servei de Rússia. Després del 1452 Yakub no torna a ser esmentat i no se sap si va morir o emigrar.
Kasim fou recompensat pels seus serveis amb la concessió d'un feu, la ciutat de Gorodetz al riu Oka, al govern de Riazan, amb un territori a l'entorn. De Kasim el feu va agafar el nom de Kassímov portant el governant el títol de kan. Ibrahim ibn Mahmud de Kazan, que era el seu nebot (fill d'un germà), va pujar al tron el 1467. Kasim s'havia casat amb la mare del kan, la vídua de Mahmudek (Mahmud) i va conspirar per obtenir el tron de Kazan i va negociar amb diversos notables com Abdul Mamun, per deposar el seu fillastre, demanant suport al gran príncep de Moscou Ivan III el Gran. Va marxar a Kazan amb les seves forces i l'aprovació del gran príncep el setembre de 1467, amb forces russes dirigides pels voivodes Ivan Jurgivitch i Ivan Obolenski Striga; però el fred fou molt intens i els invasors es van haver de retirar; els tàtars van enviar un destacament fins a Qalitx que no va fer gaire malt a les forces en retirada, més afectades pel temps.
Va morir vers el 1469. Se'l considera el constructor de la primera mesquita de Gorodetz. El va succeir el seu fill Daniyar Khan